# Język eteokreteński
Język eteokreteński – wymarły język przedgreckiej Krety o nieznanej proweniencji i przynależności.
Jego nazwa oznacza „prawdziwie kreteński” (gr. eteos oznacza „prawdziwy”). Jedyne świadectwa pisane pochodzą z Prajsos i Dreros. Nieznane są związki, jakie mogły łączyć go z minojskim, choć wydaje się, że mógł od niego pochodzić, zastąpiony w centralnej i zachodniej części wyspy językiem greckim. Wiek znalezisk – zdecydowanie młodszych od najstarszych inskrypcji greckich na wyspie – nasuwa jednak pewne wątpliwości – nie wiadomo, czy należy tu mówić o języku przedgreckim, funkcjonującym na wyspie przed przybyciem Greków, czy raczej o niegreckim języku ludności, osiadłej na Krecie dopiero po upadku cywilizacji minojskiej.
Uwagę zwraca opowieść, którą Herodot miał usłyszeć bezpośrednio od mieszkańców Prajsos. Według niej, po tym jak Minos, król Krety, umarł na Sycylii, Kreteńczycy zorganizowali odwetową wyprawę wojenną w celu pomszczenia swego wodza. Nie uczestniczyły w niej tylko dwa miasta wschodniokreteńskie: Prajsos i Polichnion (port Prajsos, leżący na północnym wybrzeżu wyspy). W czasie rejsu, sztorm zniszczył całą flotę, a żaden z jej uczestników nie powrócił już na wyspę – w wyniku czego, cała Kreta, z wyjątkiem dwóch miast, opustoszała. Dawne siedziby Eteokretańczyków zajęli nowi osadnicy, głównie greckiego pochodzenia. Trzy pokolenia później – w czasie wyprawy trojańskiej – ludność wyspy została zdziesiątkowana przez głód i zarazę. Wtedy na wyspę przybyła kolejna fala osadników, która zmieszana z ocalałymi, miała stworzyć greckich mieszkańców wyspy czasów klasycznych.
Eteokreteński w dużym stopniu zapisany był przy pomocy alfabetu greckiego (zaświadczono 2 znaki nieznane), choć w paru religijnych inskrypcjach użyto jeszcze pisma linearnego. Przetrwałe inskrypcje, zapisane po eteokreteńsku, datują się na VI-III wiek p.n.e. Pierwszą z nich, pochodzącą z początku VI w. p.n.e., w 1884, odkrył włoski archeolog, F. Halbherr w Prajsos. Do tej pory za teksty eteokretańskie uznano sześć krótkich inskrypcji, zawierających 442 litery, w tym dwie inskrypcje dwujęzyczne - eteokreteńsko-greckie. Dwie z nich, pochodzą z  Dreros, a cztery pozostałe z Prajsos. Istnieje prócz tego, kilka innych inskrypcji, które mogą być eteokreteńskie. Związki z innymi językami pozostają do dziś nieznane. Łączono go z językami: wenetyjskim, bałto-fińskimi, frygijskim, anatolijskimi, semickimi i baskijskim. Istnieje też hipoteza o pokrewieństwie z językami tyrreńskimi.

## Inskrypcje eteokreteńskie z Prajsos

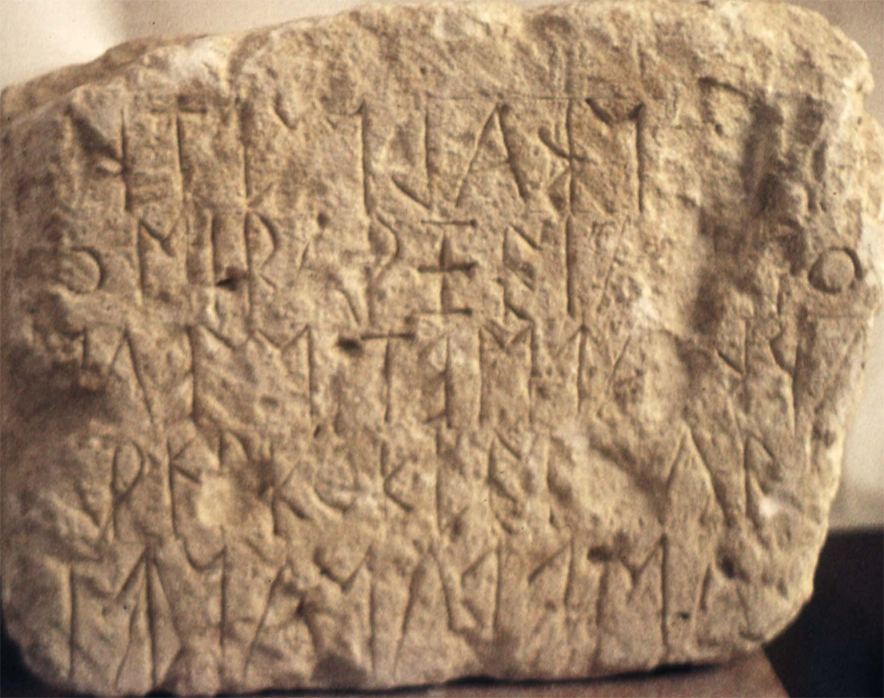
Najdawniejsza inskrypcja eteokreteńska z Prajsos

W miejscowości Prajsos, położonej we wschodniej części Krety, odnaleziono kilka niekompletnych inskrypcji. Najwcześniejsza z tych inskrypcji pochodzi z początku VI w. (lub z końca VII w. p.n.e.). Tekst tej inskrypcji został zapisany archaicznym alfabetem kreteńskim i metodą bustrofedon. Według edycji Margarity Guarducci, tekst najdawniejszej eteokreteńskiej inskrypcji z Prajsos brzmi następująco: 
←[...] ν καλμιτκ [...]
→[...] ος | βαρξε | α[.].ο [...]
←[...] αρκ[.]αγσετ | με.. [...]
→[...] αρκροκλες | .ε. [...]
←[...] αασεγ.ναν(αι)τ [...]
Na kolejnej inskrypcji eteokreteńskiej z Prajsos, odkrytej w 1901 r., pojawia się nazwa miasta Πραισός w dwóch wersjach eteokreteńskich: φραισοι (w. 2) oraz  φραισον (w. 6), zapewne odpowiednio w miejscowniku i bierniku liczby pojedynczej. Wydaje się, że przesuwka konsonantyczna, gwarantowana przez zmianę [p] > [ph], mogła być charakterystyczną cechą języka eteokreteńskiego.

## Dwujęzyczna, grecko-eteokreteńska, inskrypcja zDreros(VII w. p.n.e.)
Tekst eteokreteński: [...]rmaw|et|isalabre|komn[|...]d|men|inai|isaluria|lmo
Tekst grecki: [...]τοντυρονμηα[...]οαοιεϜαδ ετυρο[...]μυνα.οα.ενη[...]ματριται
Tłumaczenie: [...]ser[...]był poświęcony[...]matce (???)